# ピーター・バーデンス
ピーター・バーデンス（Peter Bardens、1944年6月19日 - 2002年1月22日）は、イングランドのキーボード奏者であり、イギリスのプログレッシブ・ロック・グループであるキャメルの創設メンバーである。キーボードを演奏し、歌い、アンドリュー・ラティマーと一緒に曲を書いた。そのキャリアの間に、バーデンスは、ロッド・スチュワート、ミック・フリートウッド、そしてヴァン・モリソンと一緒に仕事している。また、11枚のソロ・アルバムをレコーディングした。

## 略歴
ピーター・バーデンスは、ロンドンのウェストミンスターで小説家にして伝記作家であるデニス・バーデンスを父に生まれ、ノッティング・ヒルで育った。バイアム・ショー美術学校でファインアートを学び、ピアノを習得した後、ジミー・スミスを聴いてからハモンドオルガンへと転向した。1965年、彼は「チェイン」というバンドを脱退した後、キーボード奏者としてゼムと一緒に短い期間を過ごした。ゼムを脱退した後、「The Peter B's」と呼ばれるバンドを結成し、1966年に古いスタンダードのインストゥルメンタル・バージョンである「If You Wanna Be Happy」（B面は「Jodrell Blues」）と呼ばれるシングルをリリースした。続いてさらに発展した「Peter B's Looners」を結成し、これが最終的にショットガン・エクスプレスとなった。彼らはソウル・ミュージックを演奏する、ロッド・スチュワート、ピーター・グリーン、ミック・フリートウッドをフィーチャーしたバンドであった。フリートウッドは、後にバーデンスのバンドに採用されたことが彼の音楽的キャリアをスタートさせたと語った。
1968年8月から1970年2月まで、彼は将来のエルヴィス・コステロ・アンド・ジ・アトラクションズのベーシストとなるブルース・トーマスとビル・ポーター（ドラム）をフィーチャーして、ザ・ヴィレッジ (The Village)を結成。シングル「Man in the Moon/Long Time Coming」をリリースした。
1970年、バーデンスはピーター・グリーンとアンディ・ジーをフィーチャーしたアルバム『ジ・アンサー』をレコーディングした。1971年には、セルフタイトルのアルバムで、アメリカ盤は『Write My Name in the Dust』とされた作品をレコーディングしている。それは、1972年にキャメルを結成する前のことであった。1978年にキャメルを脱退してからは、ゼム時代のバンドメイトであったヴァン・モリソンのバンドに加わった。モリソンとはアルバム『ウェイヴレンクス』を録音し、アルバムのプロモーション・ツアーのラインナップとして参加した。1970年代の終わりまでに、バーデンスはエレクトロニカを探求し始め、1979年にアルバム『ハート・トゥ・ハート』をリリースした。
バーデンスはボビー・テンチと共同で「Looking for a Good Time」を作曲し、テンチがサム・クックへのトリビュートとして録音したシングル「Chain Gang」（1982年）のB面としてフィーチャーされた。その頃、バーデンスはアラン・パーソンズ・プロジェクトにも参加している。1984年にキーツ（アラン・パーソンズ・プロジェクトから枝分かれしたバンド）のメンバーとなり、一緒にアルバムをリリースした。バーデンスは、『シーン・ワン・アース』（1987年）を含む数多くのソロ・エレクトロニック・アルバムをリリースし続け、アメリカのチャートで成功を収めた。アルバムの最初のシングル「In Dreams」も商業的に成功している。この曲はアメリカとオーストラリアのロック・ラジオ局で大々的に放送され、当時国内で最も人気のあったラジオ局であるブリスベンのロック・ラジオ局「4MMM」がプレイリストに追加した。1988年、ミック・フリートウッドをフィーチャーしたアルバム『スピード・オブ・ライト』（1988年）がこれに続いた。このアルバムからの楽曲「Gold」がシングルとしてアメリカでリリースされ、MTVでそこそこの成功を収めた。
1991年にはアルバム『Water Colors』を、1994年には『Big Sky』をリリースした。1994年には、元キャメルのバンドメイト、アンディ・ウォードと元キャラヴァンのメンバーたちと共に、短期のヨーロッパ・ツアーのためにバンド、ミラージュを結成した。その後、オリジナル・ラインナップからはバーデンスとギタリストのスティーヴ・アダムスだけが参加した、全員アメリカ人バージョンのバンドが、1996年になってさらにツアーを行った。
彼の最後のコンサートは、脳腫瘍と診断された後、2001年の夏にロサンゼルスで行われた。このコンサートに参加した他の出演者には、ミック・フリートウッド、ジョン・メイオール、ジョン・マクヴィー、シーラ・E、ベン・ハーパーらがいた。
バーデンスは2002年1月、57歳でマリブにて肺癌により死亡し、ハリウッド・フォーエヴァー墓地に埋葬されている。2枚組CD『Write My Name In The Dust: The Anthology 1963–2002』が彼の死後にリリースされ、そのキャリアを通じて録音されたさまざまな楽曲が収録された。

## ディスコグラフィ

### アルバム
- 『ジ・アンサー』 - The Answer (1970年) ※『Vintage 69』として再発あり
- 『ピーター・バーデンス』 - Peter Bardens (1971年) ※アメリカ盤は『Write My Name in the Dust』
- 『ハート・トゥ・ハート』 - Heart to Heart (1979年)
- 『シーン・ワン・アース』 - Seen One Earth (1987年)
- 『スピード・オブ・ライト』 - Speed of Light (1988年)
- Water Colors (1991年)
- Further Than You Know (1993年)
- Big Sky (1994年)
- The Art of Levitation (2002年)
- Write My Name In The Dust: The Anthology 1963–2002 (2005年) ※コンピレーション

### シングル
- "Homage to the God of Light" (1971年)
- "In Dreams" (1987年)
- "Gold" (1988年)
- "Whisper in the Wind" (1988年)
- "A Higher Ground" (1991年)

### キャメル
- 『キャメル・ファースト・アルバム』 - Camel (1973年)
- 『ミラージュ（蜃気楼）』 - Mirage (1974年)
- 『スノー・グース』 - The Snow Goose (1975年)
- 『ムーン・マッドネス「月夜の幻想曲（ファンタジア）」』 - Moonmadness (1976年)
- 『雨のシルエット』 - Rain Dances (1977年)
- 『ブレスレス - 百億の夜と千億の夢 -』 - Breathless (1978年)
- 『シングル・ファクター』 - The Single Factor (1982年) ※ゲスト参加

ライブ・アルバム
- Greasy Truckers Live at Dingwalls Dance Hall (1974年) ※キャメルを含むオムニバス・アルバム。「God of Light Revisited」を収録
- 『ライヴ・ファンタジア』 - A Live Record (1978年) ※1974年、1975年、1977年の録音
- 『プレッシャー・ポインツ - キャメル・ライヴ』 - Pressure Points: Live in Concert (1984年) ※1984年5月11日、ハマースミス・オデオンで録音
- 『キャメル・オン・ザ・ロード1972』 - On the Road 1972 (1992年)
- 『'73-'75 ゴッズ・オヴ・ライト』 - Gods of Light '73-'75 (2000年)